# トッドマンステークス
トッドマンステークス（Todman Stakes）はオーストラリアのロイヤルランドウィック競馬場で行われる競走である。

## 概要
この競走はゴールデンスリッパーステークスの初代優勝馬トッドマンに因んで名付けられた。
ゴールデンスリッパーステークスと同距離で施行されることから重要な前哨戦として扱われる。勝ち馬はゴールデンスリッパーステークスに自動的に登録される。

### 歴史
- 1973年 創設。ローズヒルガーデンズ競馬場で開催が始まる。
- 1979年 リステッド競走に格付け。
- 1980年 G3に昇格。
- 1986年 G2に昇格。
- 2008年 カンタベリーパーク競馬場で開催。
- 2015年 ロイヤルランドウィック競馬場での施行に変更。

## 歴代優勝馬（2000年以降）
- 2025 - Tentyris[1]
- 2024 - Switzerland[2]
- 2023 - Cylinder[3]
- 2022 - Sejardan
- 2021 - Anamoe
- 2020 - Farnan
- 2019 - Yes Yes Yes
- 2018 - Aylmerton
- 2017 - Gunnison
- 2016 - Kiss And Make Up
- 2015 - Vancouver
- 2014 - Ghibellines
- 2013 - Criterion
- 2012 - Pierro
- 2011 - Smart Missile
- 2010 - Masquerader
- 2009 - Real Saga
- 2008 - Krupt
- 2007 - Meurice
- 2006 - Diego Garcia
- 2005 - Written Tycoon
- 2004 - Charge Forward
- 2003 - Exceed And Excel
- 2002 - Snowland
- 2001 - Royal Courtship
- 2000 - Great Crusade